# Jorik Van Egdom
Jorik Van Egdom, né le 16 mai 1995 à Veenendaal, est un duathlète et triathlète professionnel néerlandais, champion d'Europe de duathlon en 2016, quatre fois champion des Pays-Bas de triathlon (2017, 2018, 2021 et 2022).

## Biographie

### Jeunesse
Jorik Van Egdom pratique le triathlon cross où il est par deux fois champion du monde dans les catégories jeunes (juniors en 2013 et espoirs en 2015). En 2014, il remporte l'étape de coupe d'Europe junior de triathlon à Brno en Tchéquie.
En 2016, le jeune néerlandais est champion du monde de triathlon espoirs.

### Carrière
Au premier triathlon relais mixte au Jeux olympiques en 2020, il se classe quatrième avec ces compatriotes de l'équipe des Pays-Bas (Maya Kingma, Marco Van Der Stel et Rachel Klamer).

## Palmarès
Le tableau présente les résultats les plus significatifs (podium) obtenus sur le circuit national et international de triathlon et de duathlon depuis 2014,.
| Année | Compétition                             | Pays      | Position           | Temps           |
| ----- | --------------------------------------- | --------- | ------------------ | --------------- |
| 2024  | Ironman 70.3 Warsaw                     | Pologne   | Médaille d'argent  | 3 h 35 min 9 s  |
| 2024  | Championnat des Pays-Bas                | Pays-Bas  | Médaille d'argent  | 1 h 54 min 23 s |
| 2023  | Championnat des Pays-Bas sprint         | Pays-Bas  | Médaille d'or      | 50 min 48 s     |
| 2022  | Championnat des Pays-Bas                | Pays-Bas  | Médaille d'or      | 1 h 53 min 2 s  |
| 2021  | Championnat des Pays-Bas                | Pays-Bas  | Médaille d'or      | 1 h 48 min 24 s |
| 2021  | Challenge Salou                         | Espagne   | Médaille d'argent  | 3 h 31 min 21 s |
| 2019  | Championnat d'Europe en relais mixte    | Pays-Bas  | Médaille de bronze | 1 h 11 min 54 s |
| 2018  | Championnat des Pays-Bas                | Pays-Bas  | Médaille d'or      | 1 h 45 min 32 s |
| 2018  | Coupe d'Europe - l'étape de Weert       | Pays-Bas  | Médaille d'or      | 1 h 50 min 2 s  |
| 2017  | Championnat des Pays-Bas                | Pays-Bas  | Médaille d'or      | 1 h 51 min 2 s  |
| 2017  | Championnat du monde en relais mixte    | Allemagne | Médaille de bronze | 1 h 22 min 47 s |
| 2016  | Coupe d'Europe - l'étape de Rotterdam   | Pays-Bas  | Médaille d'or      | 55 min 30 s     |
| 2016  | Championnat des Pays-Bas sprint         | Pays-Bas  | Médaille d'or      | 52 min 56 s     |
| 2016  | Championnats d'Europe de duathlon       | Allemagne | Médaille d'or      | 1 h 47 min 4 s  |
| 2016  | Championnat du monde de duathlon        | Espagne   | Médaille de bronze | 1 h 42 min 41 s |
| 2015  | Championnat d'Europe de duathlon sprint | Pays-Bas  | Médaille d'argent  | 54 min 8 s      |
| 2014  | Championnat des Pays-Bas sprint         | Pays-Bas  | Médaille d'or      | 55 min 27 s     |